# San Procopio
San Procopio est une commune italienne de la ville métropolitaine de Reggio de Calabre, dans la région Calabre.

## Administration
| Période                                  | Période | Identité | Étiquette | Qualité |
| ---------------------------------------- | ------- | -------- | --------- | ------- |
|                                          |         |          |           |         |
| Les données manquantes sont à compléter. |         |          |           |         |

### Communes limitrophes
Cosoleto, Melicuccà, Oppido Mamertina, Sant'Eufemia d'Aspromonte, Seminara, Sinopoli.